# Астрал 4: Последний ключ
«Астрал 4: Последний ключ» (англ. Insidious: The Last Key) — американский фильм ужасов о сверхъестественном 2018 года, снятый Адамом Робителом по сценарию Ли Уоннелла. Его продюсируют Джейсон Блум, Орен Пели и Джеймс Ван. Это четвёртая часть франшизы «Астрал» и вторая в хронологии истории, проходящей через сериал. В главных ролях Лин Шэй, Ангус Сэмпсон, Ли Уоннелл, Спенсер Локк, Кейтлин Джерард и Брюс Дэвисон. Четвёртый фильм рассказывает о парапсихологе. Элиза Ренье расследует привидение в доме своего детства.
Переговоры о четвёртой части франшизы начались в июне 2015 года, когда Уоннелл сказал, что действие следующего фильма будет происходить незадолго до выхода первого фильма. В мае 2016 года было объявлено, что четвёртая часть выйдет в октябре 2017 года, когда Уоннелл напишет сценарий, Блюм, Пели и Ван продюсируют, Робител направит, а Шэй вернется, чтобы повторить свою роль Элизы Ренье. Основные съемки начались в августе 2016 года и закончились в следующем месяце.
Фильм был выпущен в США 5 января 2018 года компанией Universal Pictures. Он собрал 167 миллионов долларов по всему миру и получил неоднозначные отзывы, с похвалой за игру Шэй, но некоторые критики заявили, что франшиза исчерпала себя. «Астрал 5: Красная дверь» был выпущен в 2023 году, чтобы продолжить сюжетную линию первых двух фильмов.

## Сюжет
В 1953 году молодая Элис Рейнер живёт со своими родителями Одри и Джеральдом, палачом в тюрьме, и младшим братом, Кристианом, в Нью-Мексико. Элис утверждает, что видит призраков заключённых, которые были казнены, вызывая тревогу у родителей. Однажды ночью Элис встречает призрака в своей комнате. Испуганный, Кристиан ищет свисток, который дала ему мать, чтобы позвать на помощь, но он его потерял. Джеральд в ярости бьёт Элис и запирает её в подвале. Демон, называемый «Ключник», приходит, завладевает разумом Элис и убивает Одри, повесив её. Джеральд находит труп Одри и свою дочь, освободившуюся от влияния демона.
Спустя несколько десятилетий Элис работает как паранормальный исследователь со своими коллегами, Спексом и Такером. Тед Гарза звонит Элис, сказав ей, что он испытывает паранормальную активность в своём доме, который на самом деле является бывшим домом Элис. Она колеблется, но принимается за работу. Тед объясняет, что произошло много паранормальных явлений, главным образом в её старой детской спальне. Элис находит потерянный свисток в своей комнате под кроватью. В подвале на неё нападает женский призрак, который кричит «Помоги ей!», прежде чем исчезнуть со свистком. Элис говорит им, что она видела её раньше, когда она была подростком, но тогда её отец сказал, что ничего не видит, и Элис бежала из дома в страхе перед очередным избиением, оставив Кристиана.
На следующее утро Элис, Такер и Спекс встречают сестёр Мелиссу и Имоджин, дочерей Кристиана. Брат все ещё злится на Элис за то, что та покинула его, оставив наедине с деспотичным отцом. Надеясь восстановить их отношения, Элис вручает Мелиссе фотографию свистка, предлагая ей показать её Кристиану. В эту ночь Элис и Такер слышат свист. Звук доносится из-за стены, которая на самом деле является дверью; за дверью — окровавленная девушка с цепью на шее. Тед ворвался в комнату, и выяснилось, что он держит девушку против её воли. Он останавливает их и пытается убить Спекса, но тот убивает его, повалив книжный шкаф. Полиция спасает группу.
Кристиан с дочерьми приходит в дом, чтобы найти свисток, и Мелисса атакована «Ключником». Сущность вонзает два ключа в Мелиссу: один крадет её голос, а другой забирает душу; девушка впадает в кому. Кристиан требует, чтобы Элис держалась подальше, а Мелиссу доставляют в больницу. В подвале Элис и Такер находят красную дверь, которая является входом в «Дали». Элис также находит ночную рубашку, принадлежащую призраку Анне. Воспоминание показывает, что Элис уже видела Анну, которая была на самом деле жива и убежала из комнаты, в которой была заперта. Когда Джеральд вошёл, он увидел Анну, но сделал вид, что ничего нет. После того, как Элис убежала, Джеральд жестоко убил Анну. Внутри вентиляционной решётки Элис находит несколько чемоданов с останками женщин, которые были пленницами в доме.
Затем она попадает в засаду «Ключника», который забирает её в «Дали», оставляя её бессознательное тело в реальном мире. Имоджин, племянница Элис, также обладает даром перемещения в «Дали». Девушка входит в астрал, и вместе с призраком Анны отправляется в тюрьму, где «Ключник» держит души, которые он похитил. Всё это время демон манипулировал Джеральдом и Тедом, питаясь страхами и ненавистью, порожденными женщинами, чьи души оказались в ловушке. «Ключник» пытается принудить Элис избить отца за долгие годы издевательств, но Имоджин удаётся убедить родственницу не «подпитывать» «Ключника». Демон атакует Элис, но Джеральд спасает её, получив при этом удар и исчезнув. Сущность наносит удар Мелиссе, физическое тело девушки начинает умирать, после чего пытается завладеть Элис. Элис дует в свисток, и Одри, её мать, спасает их, уничтожая демона. Мелисса медленно умирает, женщины бегут к своим телам. В одной двери они видят мальчика, Долтона Ламберта, падающего с лестницы, он, в свою очередь, тоже их видит. Понимая, что они открыли не ту дверь, они уходят и находят тело Мелиссы за соседней дверью. Дух Мелиссы возвращается в свое тело. Девушка выходит из комы. Элис прощается с матерью. Элис и Имоджин возвращаются в реальный мир и воссоединяются с Мелиссой и Кристианом. Кристиан прощает Элис, она отдает ему свисток. Во сне Элис видит Долтона, когда над ним нависает краснолицый демон. Раздается телефонный звонок — женщина, Лорейн Ламберт, просит помочь своему внуку. Элис соглашается.

## В ролях
| Актёр            | Роль                  |
| ---------------- | --------------------- |
| Лин Шэй          | Элис Райнер           |
| Ли Уоннелл       | Спекс                 |
| Энгус Сэмпсон    | Такер                 |
| Керк Асеведо     | Тед Гарза             |
| Брюс Дэвисон     | Кристиан Райнер       |
| Спенсер Лок      | Мелисса Райнер        |
| Кейтлин Джерард  | Имоджен Райнер        |
| Джош Стюарт      | Джеральд Райнер       |
| Тесса Феррер     | Одри Райнер           |
| Алек Райд        | Анна                  |
| Ава Колкер       | Элис в детстве        |
| Пирс Поуп        | Кристиан в детстве    |
| Хана Хэйс        | Элис в молодости      |
| Томас Роби       | Кристиан в молодости  |
| Маркус Хендерсон | детектив Уитфилд      |
| Аманда Ярос      | Мара Дженнингс        |
| Хавьер Ботет     | Ключник               |
| Джозеф Бишара    | Демон с красным лицом |

## Производство
Съёмки начались в августе 2016 года и закончились в следующем месяце. 29 августа 2017 года было объявлено новое название фильма — «Insidious: The Last Key». 5 сентября 2017 года вышел первый трейлер.

## Отзывы и оценки
Согласно агрегатору рецензий Rotten Tomatoes, фильм имеет рейтинг одобрения 33 % на основе 112 рецензий со средней оценкой 5,1/10. Критический консенсус веб-сайта гласит: «Астрал 4: Последний ключ предлагает звезде франшизы Лин Шэй ещё одну долгожданную возможность взять на себя инициативу, но её усилий недостаточно, чтобы спасти это скучное продолжение». На Metacritic фильм получил средневзвешенную оценку 49 из 100, основанную на 23 критиках, что указывает на «смешанные или средние отзывы». Зрители, опрошенные CinemaScore, дали фильму среднюю оценку «B-» по шкале от A+ до F, что является самой низкой оценкой франшизы.
Сэнди Шефер из Screen Rant получила фильму 3/5 звезд, заявив, что «Астрал 4: Последний ключ — это солидный финал франшизы „Астрал“, который дает ведущей сериалу Лин Шэй шанс изящно поклониться в последний раз». Брент Макнайт из «Сиэтл Таймс» присвоил фильму две звезды, заявив: «Старые франшизы ужасов не умирают, они вечно разворачивают прохладные, скучные сиквелы. И с четвёртой главой, Астрал 4: Последний ключ, эта сага продолжается». Эмили Йошида из New York Magazine отметил, как «четвертая часть серии ужасов Ли Уоннелла о призраках и медиумах завершает свою собственную алогичность свободных ассоциаций непроницаемым клубком механики и жаргона духовного мира», в то время как Джон ДеФоре Hollywood Reporter обвинял подачу фильма, которая остается «дешевой и произвольной».

### Домашние СМИ
«Астрал 4: Последний ключ» был выпущен на Digital HD 20 марта 2018 года и выпущен на DVD и Blu-ray 3 апреля 2018 года компанией Sony Pictures Home Entertainment.

## Продолжение
29 октября 2020 года было объявлено, что над сиквелом работает Скотт Тимс, написавший сценарий по рассказу Ли Уоннелл, а режиссёром выступила звезда серии Патрик Уилсон. Он будет сосредоточен на взрослом Далтоне, роль которого исполнил звезда сериала Тай Симпкинс, когда он направляется в колледж. Он выйдет 7 июля 2023 года.